# カタリーナ・ファン・レーニンクの肖像
『カタリーナ・ファン・レーニンクの肖像』（カタリーナ・ファン・レーニンクのしょうぞう、露: Портрет Катарины ван Лейнинк, 英: Portrait of Catarina van Leunink） は、オランダ黄金時代の画家ヘラルト・テル・ボルフが1665年ごろ、キャンバス上に油彩で描いた絵画である。かつてサンクトペテルブルク美術アカデミーの付属美術館に所蔵されていた時は、『ある婦人の肖像』という題名であったが、1922年に現在の所蔵先であるエルミタージュ美術館に収蔵された際、裏面の紋章からカタリーナ・ヘールトルイダ・レーニンク (1635-1680年) の肖像画であると同定された。

## 作品
多くの風俗画を描いたテル・ボルフは、才能のある肖像画家でもあった。通常、風俗画のために用いられる細密技法で、小型の全身肖像画を登場させたのは彼の功績であり、デフェンテルの市長ヤン・ファン・スヒテレンの妻カタリーナを表した本作は、1640年代に彼が発展させたこの種の肖像画の1例である。
テル・ボルフはめったに作品に制作年を記さなかったが、この作品は彼が結婚し、デフェンテルに移った1664年以降に描かれたと思われる。1663年にヤン・ファン・ヒステレンは初めてデフェンテルの市長に指名されたことがわかっており、その際に本作は対になっていた彼を描いた肖像画とともにテル・ボルフに注文されたのであろう。なお、ヤンの肖像は現在、所在不明となっている。
画面では、家具も何もない部屋の暗がりで均等な光を浴びた細身の若い女性が立っている。黒いベルベットのドレスの下には金糸の刺繍が施された高価なサテンのスカートが見える。肩には、オランダではラバトクラーフという名称で知られるレースの肩掛けをブローチで留めている。カタリーナは左手で黒いドレスを少し持ち上げ、右手には扇を持っている。こうした要素はアクセサリーや宝石を含めて、すべてモデルの社会的地位が高いことを示唆している。テル・ボルフは布地の質感を巧みに描いた画家であり、その豪華さを表している。
カタリーナの悲し気な顔は、柔かな輪郭線で描かれている。彼女の大きなクルミ色の目は注意深いまなざしをしており、太く黒い眉は彼女の青白い額と対照的である。ブローチは、華奢な彼女には重すぎるように見える。画家は彼女をよく観察し、扇を持つ手の優雅な仕草、やや傾げられた頭部、ほとんど気づかれない程度に踏み出された足を捉えている。